# Sarıgerme, Ortaca
Sarıgerme là một xã thuộc huyện Ortaca, tỉnh Muğla, Thổ Nhĩ Kỳ. Dân số thời điểm năm 2011 là 588 người.